# Leucochrysa (Nodita) mainerina
Leucochrysa (Nodita) mainerina is een insect uit de familie van de gaasvliegen (Chrysopidae), die tot de orde netvleugeligen (Neuroptera) behoort. 
Leucochrysa (Nodita) mainerina is voor het eerst wetenschappelijk beschreven door Navás in 1929.